# Marcin Krukowski
Marcin Krukowski (ur. 14 czerwca 1992 w Warszawie) – polski lekkoatleta specjalizujący się w rzucie oszczepem.
W 2009 roku zajął 4. miejsce podczas mistrzostw świata juniorów młodszych. Odpadł w eliminacjach mistrzostw świata juniorów (2010). Srebrny medalista mistrzostw Europy juniorów w Tallinnie – podczas tej imprezy, 23 lipca 2011, ustanowił wynikiem 79,19 rekord Polski juniorów. Podczas młodzieżowych mistrzostw Europy w 2013 roku zajął, borykając się z problemem z łokciem, dziewiąte miejsce. Nie udało mu się awansować do finału mistrzostw świata w Moskwie (2013). Szósty zawodnik mistrzostw Europy w Amsterdamie (2016) i dziewiąty podczas mistrzostw świata w Londynie (2017). W 2018 roku zajął czwarte miejsce podczas mistrzostw Europy, a rok później był siódmy na mistrzostwach świata.
Reprezentant Polski w drużynowych mistrzostwach Europy. 
Złoty medalista mistrzostw Polski seniorów (Kraków 2015, Bydgoszcz 2016, Białystok 2017, Lublin 2018, Radom 2019, Włocławek 2020, Poznań 2021). W dorobku ma także jeden srebrny medal (Szczecin 2014). Zdobywca dwóch złotych medali mistrzostw Polski juniorów (Białystok 2010 i Toruń 2011) oraz trzech złotych z młodzieżowych mistrzostw Polski (Radom 2012, Bydgoszcz 2013, Inowrocław 2014). Stawał na podium mistrzostw kraju juniorów młodszych (Ogólnopolska Olimpiada Młodzieży).
Syn Agnieszki oraz Michała, także lekkoatletów.
Rekord życiowy: 89,55 (8 czerwca 2021, Turku) – rekord Polski.

## Osiągnięcia
| Rok  | Impreza                                 | Miejsce        | Pozycja           | Wynik |
| ---- | --------------------------------------- | -------------- | ----------------- | ----- |
| 2009 | Mistrzostwa świata juniorów młodszych   | Bressanone     | 4. miejsce        | 72,09 |
| 2010 | Mistrzostwa świata juniorów             | Moncton        | el. – 27. miejsce | 59,24 |
| 2011 | Mistrzostwa Europy juniorów             | Tallinn        | 2. miejsce        | 79,19 |
| 2013 | Młodzieżowe mistrzostwa Europy          | Tampere        | 9. miejsce        | 72,37 |
| 2013 | Mistrzostwa świata                      | Moskwa         | el. – 24. miejsce | 76,93 |
| 2015 | Mistrzostwa świata                      | Pekin          | el. – 21. miejsce | 78,91 |
| 2016 | Mistrzostwa Europy                      | Amsterdam      | 6. miejsce        | 79,49 |
| 2016 | Igrzyska olimpijskie                    | Rio de Janeiro | el. – 15. miejsce | 80,62 |
| 2017 | Mistrzostwa świata                      | Londyn         | 9. miejsce        | 82,01 |
| 2017 | Uniwersjada                             | Tajpej         | 5. miejsce        | 79,38 |
| 2018 | Athletics World Cup                     | Londyn         | 2. miejsce        | 80,25 |
| 2018 | Mistrzostwa Europy                      | Berlin         | 4. miejsce        | 84,55 |
| 2019 | Superliga drużynowych mistrzostw Europy | Bydgoszcz      | 3. miejsce        | 79,54 |
| 2019 | Mistrzostwa świata                      | Doha           | 7. miejsce        | 80,56 |
| 2019 | Światowe wojskowe igrzyska sportowe     | Wuhan          | 2. miejsce        | 78,17 |
| 2021 | Superliga drużynowych mistrzostw Europy | Chorzów        | 2. miejsce        | 85,12 |
| 2021 | Igrzyska olimpijskie                    | Tokio          | el. – 28. miejsce | 74,65 |
| 2024 | Mistrzostwa Europy                      | Rzym           | 9. miejsce        | 81,24 |
| 2024 | Igrzyska olimpijskie                    | Paryż          | el. – 14. miejsce | 82,34 |